# Hess lighTram
De Hess lighTram is een trolleybus die wordt geproduceerd door Carrosserie Hess AG in Bellach in Zwitserland. Oorspronkelijk was het alleen een 25 meter lange gelede bus met een lage vloer waardoor deze toegankelijk is voor mindervaliden en mensen met kinderwagens. Sinds 2017 zijn daar meer lengtes bijgekomen, met eerst gelede 18,7 meter bussen en later ook 12 meter en 10,7 meter bussen. Dit bustype is ontwikkeld aan de hand van de Swisstrolley.

## Geschiedenis

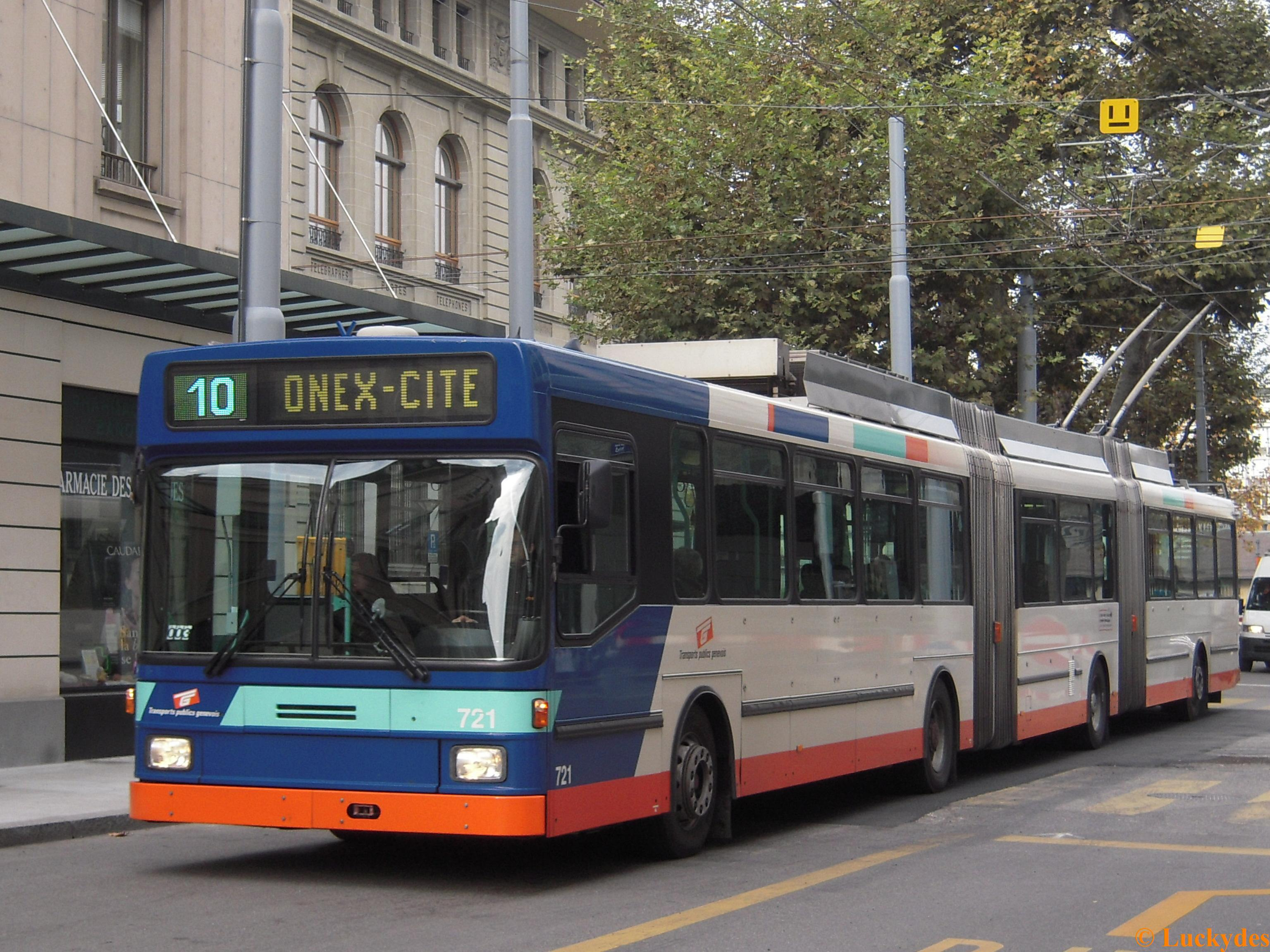
De allereerste lighTram, TPG 721

Door capaciteitsgebrek in hun wagenpark werd in 2003 door TPG gevraagd om een Swisstrolley 1 uit 1993 te verlengen door een derde bak erachter te plaatsen. Hiervoor werd hun wagen 709 ter beschikking gesteld. Deze kreeg door de verbouwing omgenummerd naar 721 en kreeg een nieuwe typeaanduiding, namelijk lighTram 1. Het prototype is anno 2012 nog steeds in dienst.
Eind 2005 stelde VBSG, naar een voorbeeld van TPG een bus ter beschikking om verlengd te worden. Dat werd de NAW/Hess BGT 5-25 nummer 155. Hier werd een Hess-bijwagen achter geplaatst en werd hernoemd naar BGGT 5-25. Oorspronkelijk zouden op deze manier acht of negen bussen verlengd worden naar een lighTram. Echter wegens technische problemen met het prototype, werd er besloten voor de aanschaf van zeven nieuwe gebouwde lighTrams. Het prototype is anno 2012 nog steeds in dienst.
In eerste instantie werd de lighTram ontworpen volgens het ontwerp van de Swisstrolley 2. Pas in 2006, toen ook de Swisstrolley 3 een nieuw ontwerp kreeg, werd de lighTram gebouwd volgens het nieuwe Hess-ontwerp. Deze verandering was vooral aan de buitenkant te zien. Binnenin de bus was er weinig veranderd, met uitzondering van het feit dat de stoelen een andere vorm kregen.
Op 12 juni 2014 werd de nieuwe generatie lighTram bussen gepresenteerd voor Verkehrsbetriebe Luzern.

## Hybride

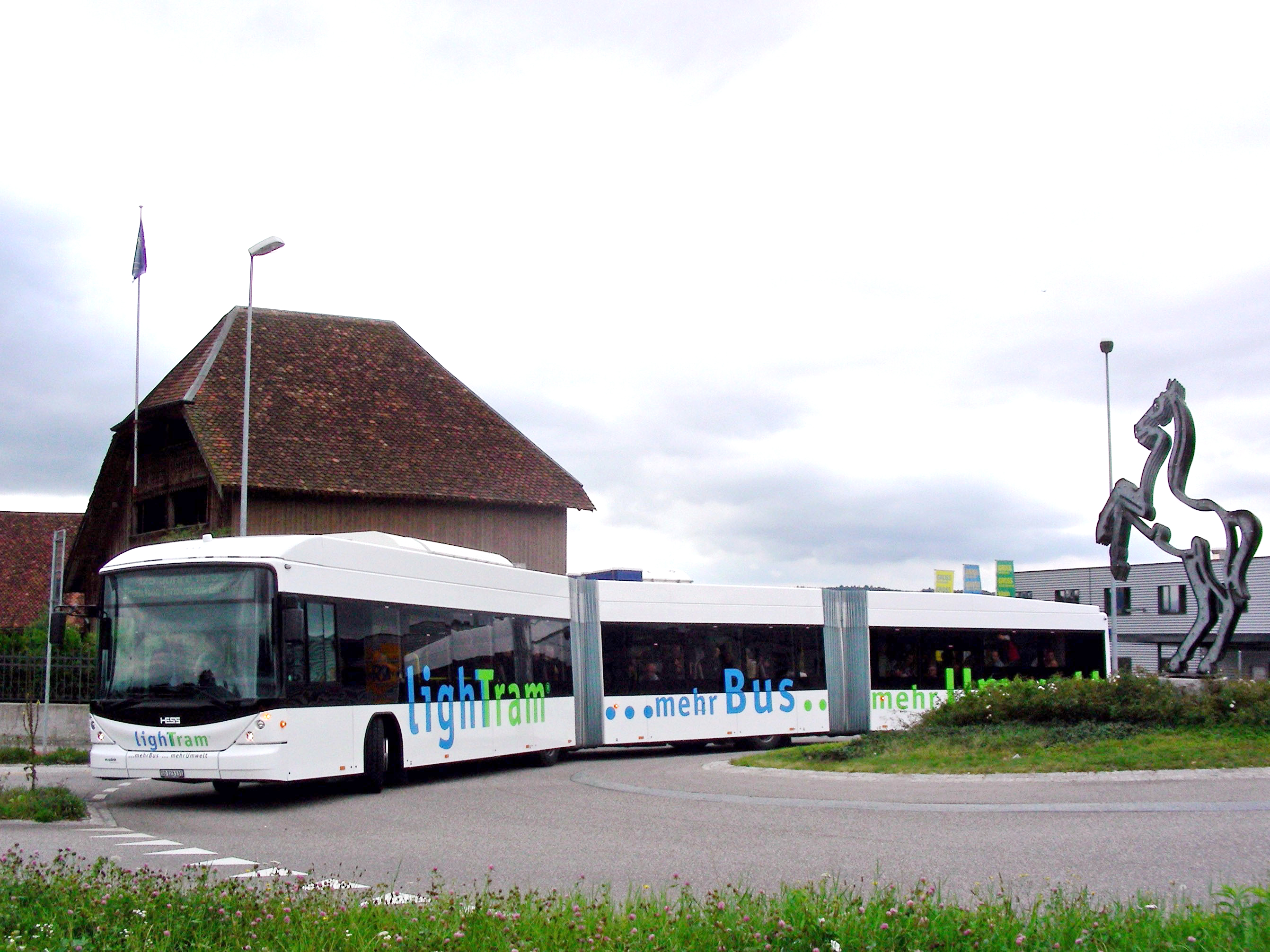
Hybride lighTram in Bellach.

In 2007 werd een hybride-versie ontwikkeld van de lighTram. Dit was de eerste hybride dubbelgelede bus in Europa. Het prototype werd hiervoor in juli 2007 enkele weken in dienst gesteld, bij wijze van proef, bij ZVB. Het prototype werd gebouwd uit een bestaande prototype die van oorsprong op diesel reed.
Dit model heeft als aandrijving twee elektrische aandrijfmotoren die door een Scania dieselmotor en een elektrische motorrem worden gevoed. De energie van de motorrem wordt tijdens de vertraging opgeslagen in een condensator op het dak. Dit resulteert in een vermindering van brandstofverbruik van ongeveer 20 tot 30 procent vergeleken met een conventionele dieselmotor. Daarnaast werd de prototype ook in Hamburg en in Utrecht getest en vergeleken met de Van Hool AGG300, die als aandrijving een dieselmotor hebben. Het prototype werd ook getest in onder andere München, Dresden, Oberhausen en Jena. 
De eerste bestelling van Hybride lighTram-bussen kwam binnen van de Luxemburgse vervoersmaatschappij Voyages Emile Weber. Deze heeft in mei 2009 twee bussen in gebruik genomen. In 2012 volgde een derde bus. In 2015 werden de drie bussen vervangen door bussen uit de tweede generatie.

## Inzet
In Nederland is bij wijze van proef de bus alleen tijdelijk in dienst geweest bij het GVU. Voor de nieuwe concessie Regio Utrecht van het Bestuur Regio Utrecht had Qbuzz enkele lighTram bussen besteld. Door rechtszaken en wijzigingen in de aanbesteding waren de bussen niet meer nodig voor die concessie, echter waren drie bussen wel al afgebouwd en eigendom van Qbuzz. Toen in de stad Groningen de nieuwe Q-link lijn 11 werd gepresenteerd nam Qbuzz de drie bussen alsnog in gebruik voor deze lijn. Voor de rest komt de lighTram alleen voor in Zwitserland, Duitsland en Luxemburg.
| Bedrijf            | Aantal    | Series    | Inzet                 | Generatie | Opmerkingen | Afbeelding |
| Duitsland          | Duitsland | Duitsland | Duitsland             | Duitsland | Duitsland | Duitsland  |
| ------------------ | --------- | --------- | --------------------- | --------- | --- | ---------- |
| Hamburger Hochbahn | 2         | 9201-9202 | Hamburg               |           | Hybride bussen |            |
| Luxemburg          |           |           |                       |           | |            |
| Emile Weber        | 3         | 440-442   | Luxemburg             | 1         | Hybride bussen Buiten dienst |            |
| Emile Weber        | 3         | 437-439   | Luxemburg             | 2         | Hybride bussen |            |
| Nederland          |           |           |                       |           | |            |
| Qbuzz              | 3         | 4218-4220 | Utrecht               | 3         | Hybride bussen Reden tot 8 juli 2016 in de concessie GD op Q-link lijn 11. Daar waren ze als 3490-3492 genummerd. Bussen waren oorspronkelijk bedoeld voor de concessie Regio Utrecht van het Bestuur Regio Utrecht, maar zijn daar bij aanvang van de concessie in december 2013 niet in dienst gegaan. Door de nieuwe eisen tijdens de nieuwe aanbesteding waren de bussen aanvankelijk niet meer nodig voor de nieuwe concessie. Vanwege de vele storingen in combinatie met de ongeschikte route in Groningen rijden deze bussen sinds augustus 2016 alsnog in Utrecht op buslijn 12/28. |            |
| Zwitserland        |           |           |                       |           | |            |
| TPG                | 10        | 781-790   | Trolleybus van Genève | 3         | |            |
| VBL                | 12        | 231-242   | Luzern                | 3         | |            |
| VBL                | 9         | 401-409   | Luzern                | 4         | |            |
| VBSG               | 7         | 188-194   | Sankt Gallen          | 4         | |            |
| VBZ                | 31        | 61-91     | Zürich                | 4         | |            |